# サイロン・ベーススター
サイロン・ベーススターは、米国のSFテレビドラマ『宇宙空母ギャラクティカ』シリーズに登場する架空の宇宙戦闘艦で、人類の敵となる組織サイロンが運用し、敵母艦として登場する。オリジナルシリーズとリ・イマジニングシリーズでは外観が異なる。

## 概要
人類側が運用するバトルスター（宇宙空母）と対極をなす巨大宇宙母艦であり、艦内には多数のサイロン・レイダー戦闘攻撃機等の艦載機を格納する。バトルスターと同じく多数の艦載機を運用する空母機能と強力なミサイル連射による対艦戦闘能力を併せ持つハイブリッド艦である。ただし、近接戦闘・防御能力は低く対艦接近戦や艦載機による攻撃・侵入には脆い。FTL航行可能。
オリジナルシリーズでは、サイロンセンチュリオン及びサイロンILシリーズドロイド（指揮官型ロボット）により運用されている純粋な艦船であるが、リ・イマジニングシリーズでは、中枢となる半機械型生命体（サイロンハイブリッド）に統御される機械と有機体が混在する構造となっている。
外観は円柱状の中央部を核として、上下面対象の構造物（オリジナルシリーズ→円盤型、リ・イマジニングシリーズ→Y字型。ただし、後者は上下の構造物が180度回転した状態で接合している）により構成される。
オリジナルシリーズのベーススターは艦全体で回転しながら推進するが、リ・イマジニングシリーズのベーススターは特に回転することなく直線的に進む。なお、推進原理については噴射ノズルの類が確認できないことから明らかになっていない。
武装については、バトルスターの場合と同じくオリジナルシリーズはビーム兵器がメイン。リ・イマジニングシリーズでは実弾兵器（ミサイル）が装備されている。

## 各シリーズにおけるサイロン・ベーススター

### オリジナルシリーズのサイロン・ベーススター

#### サイロン・ベーススター
現在の主力となっているのはハデス級とされる。船体直径1768m。初期設定では船体直径550m、全高180m、自重3000000tとされていた。サイロンレイダーの母艦及び惑星攻略のための移動基地といった扱いであり、サイロンセンチュリオンにより運用され、サイロンセンチュリオン上位機種（指揮官クラス）あるいはILシリーズドロイドが艦長として指揮にあたる。また、人間であるバルターが指揮官として座乗しコロニアル船団を執拗に追跡した。最高権力者であるサイロン総統が座乗し指揮をとる艦もあるが、外形及び性能において他の艦との違いは見当たらない。
バルター曰く「ベーススターの戦力はサイロンレイダー4個中隊（80機程度）と同等」らしい。武装については、北天および南天に装備されているメガパルサー砲、船体各所のレーザー砲塔及びミサイルランチャーを多数装備。軌道上から惑星表面への艦砲射撃も可能。バトルスターを護衛するタイガー級コロニアル・デストロイヤー（高機動大型駆逐艦）の攪乱攻撃に手を焼くようになってからは、タルタロス級ガンシップの護衛を必要とした。
空母能力については、上下の円盤型構造物部分が艦載機の格納庫となっており内部には300を超えるサイロン・レイダーを格納可能である。円盤部分には四方に大きな溝があり、この溝の奥・艦中央部に艦載機発着口がある。このハッチが回転しレイダーが発進する。通常は上部円盤外側の発進口から発進し下部円盤内側の着艦口に着艦する。
ベーススターの武装・空母能力両面を単純に比較した場合人類側のバトルスターを上回っているが、劇中での戦闘ではスペック上での圧倒的な能力の差は感じられない。
内部構造について、詳細は不明であるが、艦載機格納庫から艦中央部の円形吹抜通路を梯子で下って（あるいは上って）いくと、コンピュータルームや兵器コントロールルーム・指揮官ルームなどがある。乗員が全てロボットであるため、福利厚生施設や生活関連施設は存在しない。その余剰分が艦載機の格納・武装区画に充てられている。

### リ・イマジニングシリーズのサイロン・ベーススター
リ・イマジニングシリーズでは、艦載機母艦及び惑星攻略用移動基地という位置づけ自体はオリジナルシリーズと変わらないものの、時代によって形状や運用が異なっている。

#### サイロン・ベーススター（第一次サイロン戦争時）
第一次サイロン戦争で使用されたベーススターはオリジナルシリーズのものとほぼ同様の外観で、人類に反抗したサイロンにより開発・建造された最初の宇宙母艦である。サイロンセンチュリオンにより運用され、回転しながら推進する。レイダーの搭載能力なども同様と推測される。ただし、武装はミサイルランチャーがメインとなる。

#### サイロン・ガーディアン・ベーススター
第一次サイロン戦争末期にサイロンが開発した次世代型ベーススターのプロトタイプ艦。外観は現行のベーススターと円盤型ベーススターを中心部で組み合わせたようなデザインがなされている。現行のベーススター中枢サイロンハイブリッドの試作体となるファーストハイブリッドを中枢機構として組み込んでいる。このハイブリッド及び艦の護衛のため、初期型サイロンセンチュリオン及びサイロンレイダーによる護衛部隊「ガーディアン」が配置されている。
現行のベーススターが完成すると、ガーディアン・ベーススター及びその乗員・搭載兵器の全てが不要とされ廃棄されたが、実際はガーディアンに守られて現在も存在しており、完成から40年を経て、哨戒機捜索中のバトルスター・ペガサスと遭遇。戦闘の後、内部から核爆弾により破壊された。
艦の中枢となるファーストハイブリッドは、休戦直前に捕縛したコロニアル所属民間宇宙船の複数の乗員に凄惨な人体実験を施した結果完成されたものであり、初の人間とサイロンを融合させたハイブリッド生命体となる。その後に現行のハイブリッドが量産されていくことになるが、現行タイプに見られる若い女性型ではなく壮年の男性型である。人類とサイロンに関して達観した思考と認識を持ち、自らを破壊するため侵入してきたその時の空母ペガサス副長ケンドラに対し、カーラ・スレイスに人類の運命を委ねてはならないという警告を発した後、核爆弾の起爆により艦と運命を共にした。

#### サイロン・ベーススター(第二次サイロン戦争時)
第二次サイロン戦争勃発時に現れたベーススターは、第一次戦争時から進化しベーススター自体が単なる「艦船」ではなく有機部品が多用された機械と生物の混成構造の艦となっていた。艦のスケールについては明示されていないが、マーキュリー級バトルスターと比較すると同じか若干小さめである。また、コロニアル艦船と比較して高性能なFTLドライブが装備されており、連続ジャンプ能力や長距離ジャンプ能力については一日の長がある。全長2100m。
乗員は、中枢となるハイブリッドをはじめ、人間型サイロンやセンチュリオンなどが多数乗り込んでおり、具体的な指示系統としては、人間型サイロンの指示を受けた艦中枢となるハイブリッド体が、ベーススター艦体を制御し行動する、あるいは艦載機型サイロンに発進指示を出すというシステムである。しかし、この中でもハイブリッドは人間型サイロンだけではない何らかの存在に行動の影響を受けており、自律的に行動することもある。
このハイブリッドが死亡した場合、艦全体も機能を停止する。また、有機部品も多く使われているため、細菌感染などの生物的災害が発生した場合も、生物と同様に「病気」にかかってしまう。このように病気にかかり機能不全に陥った場合は、しばらく後に自爆する。
武装はミサイルのみと思われるが、ランチャーはかなりの数が設置されており連射も可能である。核ミサイルの使用も可能であるが、核爆発の電磁パルスが艦載機及びドラディス機能に影響するため、使用はある程度制限される。ランチャーは上下のＹ字状構造物各先端から中部付近に多数点在しており、先端部分が各方向に向いているため死角はない。
このことから、単艦での長距離戦闘ではバトルスターを圧倒するものと考えられるが、対空機関砲等近接防御兵装が確認できないことから至近距離での戦闘には向かないと思われる。このため、個艦の懐に潜りこまれた場合でも他の艦が対応できるよう、1目標を複数のベーススターで包囲し集中攻撃する戦法を取ることが多い。
空母能力については、サイロン・レイダーをVLSのごとく艦体の中に縦に埋め込むような形で多数格納しており、必要に応じてばらまくように大量射出する。また、レイダー自身が無人機であり、兵員の居住施設が必要ないことからベーススター内部の大部分がその格納スペースにあてられており、搭載機数はバトルスターをかなり上回っている。格納スペースは、上下構造物の中部から根元・艦中央部付近に設けられている。